# 猪板油

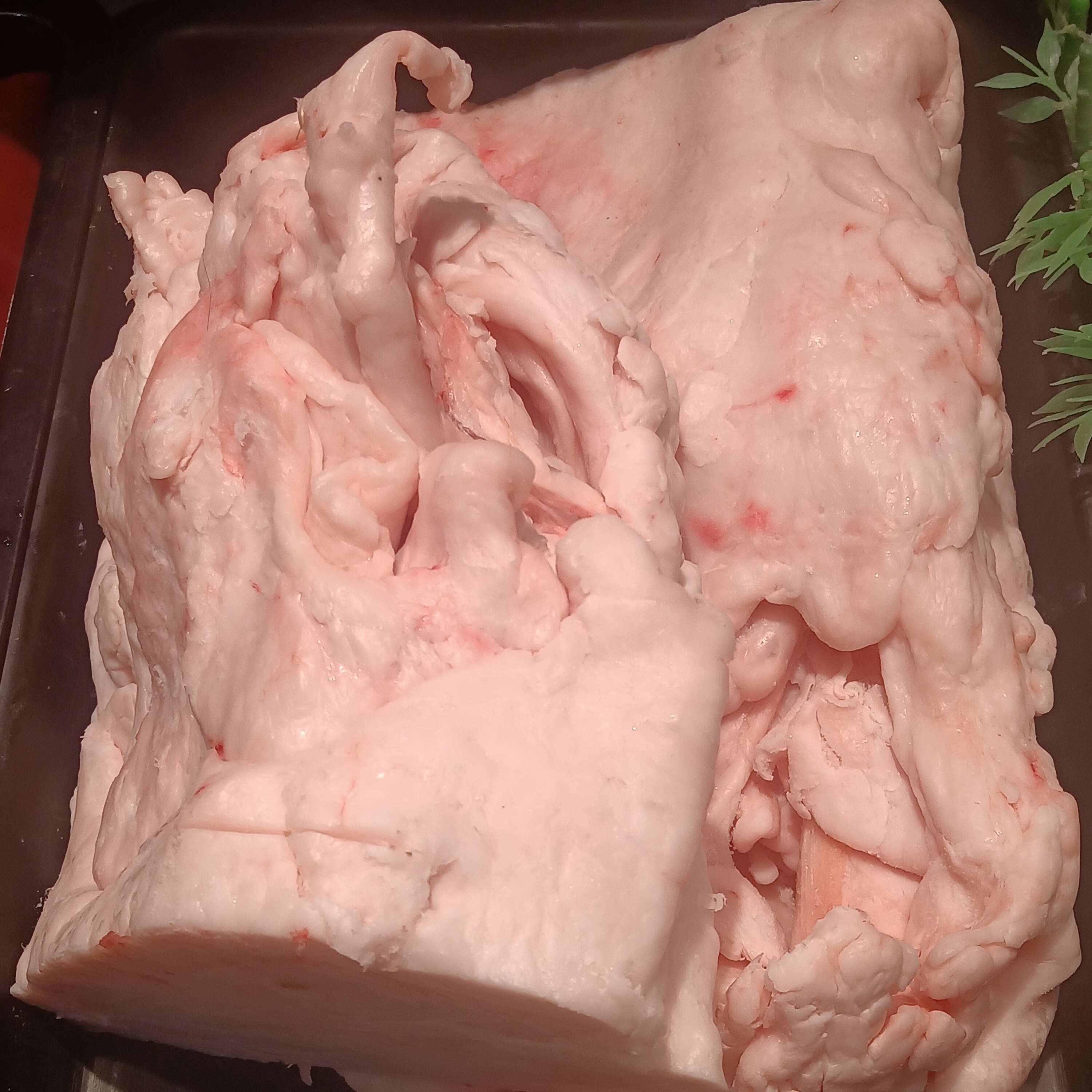
市售猪板油

猪板油，又稱囊膪、抛囊子肉、板仔油分生熟两种，生的是指猪肚子上的成条状的独立肥膘肉，熟的是用这种肥膘肉熬成的油。猪板油是烹调中式菜肴的重要原料之一。